# Bauerschaft Winkeln

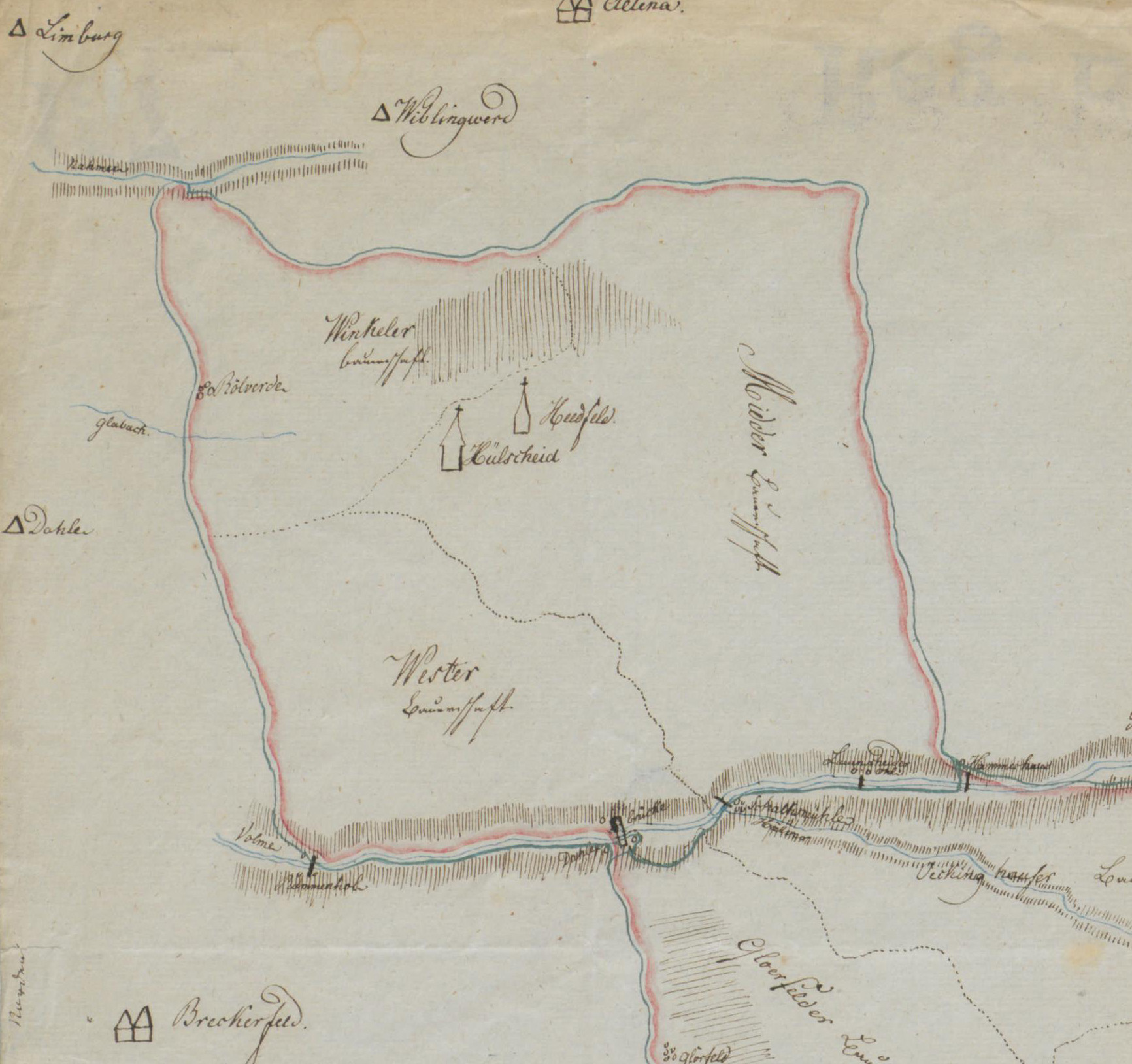
Die drei Bauerschaften im Kirchspiel Hülscheid um 1810

Die Winkelner Bauerschaft war bis in die erste Hälfte des 19. Jahrhunderts eine von drei Bauerschaften des Kirchspiels und der Landgemeinde Hülscheid innerhalb der Bürgermeisterei Halver des Kreises Altena.  Das Gebiet der Bauerschaft gehört heute überwiegend zur Gemeinde Schalksmühle im Märkischen Kreis.
1818 besaß die Bauerschaft 231 Einwohner. 1838 besaß die Bauerschaft drei Mühlen und Fabriken, 42 Wohnhäuser und 43 landwirtschaftliche Gebäude. Die zu dieser Zeit 299 Einwohner gehörten sämtlich dem evangelischen Glauben an.
Neben dem Dorf und Titularort Winkeln gehörten der Bauerschaft die Höfe Sonscheid, Albringwerde und Rölverde an, sowie die Kotten Vorm Walde, Mesekendahl, An der Brake, Winkler Heide, Rosenhagen und der Reckhammer Nahmer.